# Dubosiszcze (wieś)
Dubosiszcze (ros. Дубосище) – wieś (ros. деревня, trb. dieriewnia) w zachodniej Rosji, na osiedlu wiejskim Dobrominskoje w rejonie glinkowskim (obwód smoleński).

## Geografia
Miejscowość położona jest nad rzeką Dobra, 32 km od drogi federalnej R120 (Orzeł – Briańsk – Smoleńsk – Witebsk), 14 km od drogi regionalnej 66K-14 (Jelnia – Poczinok), 6,5 km od centrum administracyjnego osiedla wiejskiego (Dobromino), 10 km od centrum administracyjnego rejonu (Glinka), 47 km od stolicy obwodu (Smoleńsk).

## Demografia
W 2010 r. miejscowość zamieszkiwało 27 osób.